# Syryjska Rada Demokratyczna
Syryjska Rada Demokratyczna (kurd. Meclîsa Sûriya Demokratîk, MSD; arab. مجلس سوريا الديمقراطية, syr. ܡܘܬܒܐ ܕܣܘܪܝܐ ܕܝܡܩܪܛܝܬܐ) – polityczne skrzydło Syryjskich Sił Demokratycznych w Autonomicznej Administracji Północnej i Wschodniej Syrii. Deklarowaną misją SDC jest praca na rzecz wdrożenia „pluralistycznego, demokratycznego i zdecentralizowanego systemu dla całej Syrii”.
Syryjska Rada Demokratyczna została powołana 10 grudnia 2015 w Al-Malikijja. Na jednego ze współprzewodniczących powołano syryjskiego działacza na rzecz praw człowieka Haythama Mannaa.
Zgromadzenie w momencie założenia składało się z 13 członków wywodzących się z określonych grup etnicznych, gospodarczych i politycznych.

## Organizacje członkowskie
W Syryjskiej Radzie Demokratycznej zasiada 43 przedstawicieli wybranych w wyborach w 2017. 19 z nich jest niezależnych, natomiast reszta reprezentuje następujące organizacje polityczne:
- Ruch na Rzecz Społeczeństwa Demokratycznego (TEV-DEM)
- Partia Unii Syriackiej (SUP)
- Asyryjska Partia Demokratyczna (ADP)
- Kurdyjski Sojusz Narodowy w Syrii (HNKS)
- Syryjski Sojusz Narodowo-Demokratyczny (TWDS)
- Prawo-Obywatelstwo-Ruch Praw (QMH)
- Konwencja Honoru i Praw (CDR)
- Kurdyjska Rada Narodowa (ENKS)
- Syryjski Ruch Jutra
- Demokratyczno-Socjalistyczna Arabska Partia Baas